# Stichting voor Fundamenteel Onderzoek der Materie
De Stichting voor Fundamenteel Onderzoek der Materie (FOM) was een Nederlandse stichting die tot doel had het fundamenteel onderzoek in de natuurkunde in Nederland te bevorderen. Zij deed dat onder andere door natuurkundig onderzoek te financieren aan universiteiten (de zogenoemde tweede geldstroom), via eigen onderzoeksinstituten, -programma's en -projecten en via samenwerking met de industrie. FOM werd in 1946 opgericht en per 1950 met gedeeltelijk behoud van  zelfstandigheid ondergebracht bij de Nederlandse Organisatie voor Zuiver-Wetenschappelijk Onderzoek (ZWO), dat in 1988 opging in de Nederlandse Organisatie voor Wetenschappelijk Onderzoek (NWO). Per 1 januari 2017 werd FOM opgeheven en werden de taken overgenomen door NWO.

## Onderzoek
De onderzoeksgebieden van FOM waren:
- Subatomaire fysica
- Nanofysica/-technologie
- Gecondenseerde materie en optische fysica
- Fysica van levensprocessen
- Fusiefysica
- Fenomenologische fysica
- Overige fysica

FOM leverde daarnaast een relevante bijdrage aan de Nederlandse kenniseconomie, aan het oplossen van wetenschappelijke vraagstukken bij bedrijven en op maatschappelijke terreinen als energie en gezondheid.

## FOM-instituten
FOM-medewerkers schreven jaarlijks rond de 70 proefschriften en 1500 wetenschappelijke publicaties. Het onderzoek vond plaats in de drie eigen onderzoeksinstituten en ruim tweehonderd universitaire werkgroepen, verspreid over de Nederlandse universiteiten.
FOM beheerde zelf drie onderzoeksinstituten:
- FOM-instituut AMOLF, Amsterdam inclusief het Advanced Research Center for Nanolithography (ARCNL)
- Nationaal instituut voor subatomaire fysica Nikhef, Amsterdam (Nikhef is een samenwerkingsverband van FOM met vier Nederlandse universiteiten)
- FOM-instituut DIFFER (Dutch Institute for Fundamental Energy Research) op de campus van de Technische Universiteit Eindhoven.[4] Tot 2012 was dit het FOM-Instituut voor Plasmafysica Rijnhuizen.

## Netwerkbijeenkomsten
FOM organiseerde jaarlijks een aantal netwerkbijeenkomsten.
- Jaarlijks vond in januari het grote congres Physics@FOM plaats in Veldhoven. Bij dit congres stond het brede spectrum van de Nederlandse natuurkunde centraal, waaronder de nanotechnologie, gecondenseerde materie, statistische fysica, atoom- en molecuulfysica, optica, vloeistoffysica, deeltjesfysica en fusie- en plasmafysica. Zowel jonge onderzoekers als bekende namen in de fysica kregen de kans hun werk te presenteren.
- In de herfst vond jaarlijks de 'Dutch Meeting on Molecular and Cellular Biophysics' plaats, een samenwerking tussen FOM, NWO, de Nederlandse Vereniging voor Microscopie en de Vereniging voor Biofysica & Biomedische Technologie. De doelgroep van deze meeting was alle onderzoekers en geïnteresseerden die zich richten op moleculaire en cellulaire biofysica.
- Samen met Technologiestichting STW en het Lorentz Center organiseerde FOM ook jaarlijks de workshop Physics with Industry. Het doel van deze workshop was (jonge) fysici actief te laten meedenken over problemen uit de industrie en hen kennis te laten maken met het bedrijfsleven.

## Organisatie
Het jaarbudget van FOM bedroeg ruim negentig miljoen euro. Dit geld was voornamelijk afkomstig van de Nederlandse Organisatie voor Wetenschappelijk Onderzoek (NWO). Ruim elfhonderd mensen waren in dienst van FOM, waarvan (eind 2012) 79 vaste wetenschappelijke stafleden, 186 postdocs, 512 onderzoekers in opleiding (promovendi) en ruim 340 technici en overige personeelsleden. 
Het hoofdkantoor van FOM was gevestigd in Utrecht.

## Opheffing
In 2015 is besloten dat FOM op termijn zou verdwijnen als min of meer zelfstandige organisatie voor zowel onderzoek als financiering, in verband met een grootschalige herstructurering van NWO. FOM werd opgedeeld: het deel dat verantwoordelijk was voor financiering werd geïntegreerd in bètadomein van NWO, en de FOM-instituten gingen verder als NWO-instituten. Wim van Saarloos, die van 2009 tot 2015 directeur van FOM was, werd benoemd tot 'programmadirecteur transitie NWO' en is om die reden teruggetreden als directeur van FOM. Per 1 januari 2017 werd de Stichting FOM opgeheven.